# Nullità (ordinamento amministrativo italiano)
La nullità, nel diritto amministrativo italiano, è una figura di invalidità dell'atto amministrativo contemplata dall'art. 21-septies della legge 7 agosto 1990, n. 241, introdotto dalla legge 11 febbraio 2005, n. 15, che così recita:

## Storia
A lungo in dottrina si era dibattuto sull'esistenza o meno di questa categoria di vizi dell'atto amministrativo. Per lungo tempo si era ritenuto come giuridicamente rilevante solo l'annullabilità dell'atto amministrativo e non anche la nullità dell'atto. Da ultimo è intervenuto il legislatore che ha previsto esplicitamente la categoria degli atti amministrativi nulli, all'interno della legge n.15 del 2005, che ha riformato profondamente diversi istituti relativi al provvedimento amministrativo, per come erano stati previsti dalla storica legge 241 del 1990.

## I casi
L'atto amministrativo è nullo:
- quando manca di uno degli elementi essenziali dell'atto amministrativo;
- per difetto assoluto di attribuzione, anche detta incompetenza assoluta di legge;
- quando è prodotto in elusione o violazione di una sentenza;
- nei casi previsti dalla legge.

### L'incompetenza assoluta di legge
L'incompetenza può riguardare il soggetto che pone in essere l'atto amministrativo o l'oggetto da questo considerato. Mentre l'incompetenza assoluta comporta la nullità dell'atto, l'incompetenza relativa comporta l'annullabilità dello stesso, e può riguardare:
- il grado, inteso come grado gerarchico, del soggetto che ha posto in essere l'atto;
- la materia dell'atto, che non rientra tra quelle di competenza dell'organo che ha posto in essere l'atto.

L'incompetenza è assoluta, allorché l'organo che emana l'atto non ha assolutamente la competenza per emanarlo, in quanto si tratta di un organo appartenente ad un potere, o settore dell'amministrazione pubblica, completamente diversi. Si pensi, ad esempio, ad una sentenza emanata da un Ministro. L'incompetenza è relativa, quando l'organo che emana l'atto, pur facendo parte del settore dell'amministrazione competente per quel tipo di materia, non è legittimato all'emanazione di esso. Si pensi, ad esempio, ad un provvedimento in materia scolastica, emanato dal Dirigente dell'Ufficio Scolastico Provinciale (ex. Provveditore agli studi), mentre le leggi stabiliscono che esso deve essere emanato dal superiore gerarchico, e cioè dal Ministro dell'istruzione, dell'università e della ricerca.

### Nullità per mancanza degli elementi essenziali
È nullo il provvedimento o atto amministrativo che è carente dei suoi elementi essenziali.

## Competenza
La nullità può essere fatta valere davanti al giudice ordinario nel caso l'atto amministrativo leda dei diritti; nel caso sia lesivo di interessi legittimi la giurisdizione è del giudice amministrativo, al quale sono devoluti come giurisdizione esclusiva (quindi anche per i casi di lesioni del diritto soggettivo), i casi di elusione o violazione del giudicato (il cosiddetto giudizio di ottemperanza).

## Gli effetti
La nullità opera di diritto (ipso iure), cioè non è richiesto l'intervento del giudice: l'atto nullo è inefficace di diritto (parte della dottrina evidenzia peraltro l'inesistenza dell'atto più che la sua inefficacia). La nullità comporta altresì l'insanabilità del vizio di cui l'atto è inficiato. Tale sanzione scaturisce dalla violazione del "principio di tipicità" e del "principio di nominatività" che sono propedeutici alle norme d'azione che regolano l'attività dell'Amministrazione. 
Per gli effetti della nullità dell'atto amministrativo il terzo che era obbligato dall'atto nullo (ad un fare come ad un non fare) può legittimamente rifiutarsi di adempiere alle previsioni dell'atto. Inoltre la nullità dell'atto può essere fatta valere da chiunque, non solo da chi sia leso in un suo diritto soggettivo o in un suo interesse legittimo. Infine, se in relazione all'atto amministrativo nullo siano state modificate delle situazioni giuridiche, sorge l'obbligo per chi le ha poste in essere di ripristinare la situazione esistente antecedente all'atto amministrativo nullo. È importante l'istituto della conversione dell'atto amministrativo nullo, cioè l'atto nullo può essere convertito in un atto diverso con i requisiti di sostanza e di forma richiesti dalla legge sempreché sia raggiunto lo stesso interesse pubblico.